# Some Girl(s)
Pour plus de détails, voir Fiche technique et Distribution.
Some Girl(s) est un film américain réalisé par Daisy von Scherler Mayer, sorti en 2013.

## Fiche technique
- Titre original : Some Girl(s)
- Réalisation : Daisy von Scherler Mayer
- Scénario : Neil LaBute (screenplay and based on the stage play written by)
- Décors : Maya Sigel
- Costumes : Nancy Ceo
- Photographie : Rachel Morrison
- Montage : Michael Darrow
- Musique : David Carbonara
- Production :Andrew Carlberg, Chris Schwartz, Patty West
  - Production déléguée : Nick Horbaczewski
  - Production associée : Joe Klest, Narineh Hacopian
  - Coproduction : Jennifer Getzinger, Andrew Manser
- Société(s) de production : Leeden Media (presents), Pollution Studios
- Société(s) de distribution :  Leeden Media
- Pays d'origine : États-Unis
- Année : 2013
- Langue originale : anglais
- Format : couleur – 35 mm – 1,78:1 / 1,85:1 – Dolby
- Genre : comédie dramatique
- Durée : 90 minutes
- Dates de sortie : 
  -  États-Unis : 9 mars 2013 (South by Southwest Film Festival)

## Distribution
- Adam Brody : The Man
- Kristen Bell : Bobbi
- Jennifer Morrison : Sam
- Zoe Kazan : Reggie
- Mía Maestro : Tyler
- Emily Watson : Lindsay
- Laura Mann[1] : Flight Attendant
- Kathleen Christy : Flight Attendant #2